# Пороховщиков, Александр Александрович (предприниматель)
Александр Александрович Пороховщиков (4 [16] марта 1834 (по другим данным в 1833), Москва, Российская империя — 8 [21] августа 1917, Петроград, Российская республика (по другим данным — в 1918 году)) — русский предприниматель, строитель, публицист, издатель, меценат, общественный деятель. Славянофил; состоял в Славянском комитете.
Брат Сергея Александровича Пороховщикова (1836—1888).

## Биография
Происходил из дворян Московской губернии. Родился 4 (16) марта 1834 года, крещён в храме Св. Филиппа митрополита в Мещанской слободе. Отец — Александр Александрович Пороховщиков (1809—1894; похоронен в Донском монастыре).

В. у. 28 февраля 1874 г. герб Пороховщикова Александра, коллежского советника:
«В золотом щите одноглавый чёрный орёл с распростёртыми крыльями, красными глазами и языком. В голубой оконечности щита золотой бобр вправо с красными глазами. Щит увенчан дворянским коронованным шлемом. Нашлемник — вытянутая вверх рука в чёрных латах с золотым изогнутым мечом. Намет справа чёрный, слева голубой, подложен золотом».

В 1849 году окончил Орловский кадетский корпус. Служил в гренадерском полку; в 1853 году был переведён прапорщиком в Семёновский лейб-гвардии полк. Участия в Крымской войне не принимал. В 1859 году вышел в отставку в чине штабс-капитана и занял должность инспектора репертуара в Дирекции императорских московских театров.
Вскоре он поменял род деятельности и занялся строительными работами и быстро преуспел в этом деле. Вступил во 2-ю гильдию московского купечества и приобрёл лицензию на выполнение строительных подрядных работ по реконструкции историко-культурных объектов в Кремле и Китай-городе торговым домом «А. Пороховщиков и Н. Азанчевский». В 1864—1869 годах им были выстроены «Теплые торговые ряды» (архитектор А. С. Никитин); в качестве подрядчика, строителя и вкладчика он выполнил ряд работ по переустройству правительственных учреждений: Священного Синода, Судебных установлений, Министерства иностранных дел.
В 1866 году он был избран на трёхлетний срок гласным Московской городской думы. Впоследствии ещё дважды он избирался гласным Думы — в 1873 и 1885 годах.
В 1871—1874 годах осуществлял реставрацию для архива Министерства иностранных дел в Москве здания Горного правления (палаты Стрешневых-Нарышкиных) на углу Воздвиженки и Моховой. В этот же период осуществил строительство гостиницы с рестораном «Славянский базар» и в рамках реализации идеи славянского братства заказал начинающему художнику И. Е. Репину картину «Собрание русских, польских и чешских композиторов». Торжественное открытие «Славянского базара» произошло 10 мая 1872 года; гостям был представлен, в частности, концертный зал, исполненный в национальном духе, под названием «Русская палата», интерьер которого был выполнен петербургским академиком А. Л. Гуном; в большом зале была размещена картина Репина, получившая название «Славянские композиторы». Через четверть века, 19 июня 1897 года, здесь состоялась историческая встреча известного театрального деятеля, актёра и режиссёра Константина Сергеевича Станиславского и педагога и драматурга Владимира Ивановича Немировича-Данченко
В 1871 году с целью строительства цементной фабрики и кирпичного завода вблизи Подольска была создана компания «Губонин, Пороховщиков и Ко», основателями которой стали П. И. Губонин и А. А. Пороховщиков. В 1873 году Пороховщиков впервые стал мостить московские улицы твёрдыми породами камня — диабазом и диоритом, широко использовал для покрытия улиц асфальт (на Никольской улице). В 1874 году открыл цементный завод близ Подольска и в этом же году стал членом Императорского общества для содействия русскому торговому мореходству.
В 1875 году, после завершения строительства заводов на выкупленном А. А. Пороховщиковым участке земли площадью 36 га в деревне Выползово (современный район Выползово), компания была преобразована в «Московское Акционерное Общество для производства цемента и других строительных материалов и торговли ими» (к этому времени П. И. Губонин отошёл от дел компании) к заводу была проложена железнодорожная ветка от 36-й версты Московско-Курской железной дороги со станцией «38-й километр» (позже переименована в «Силикатную»).
А. А. Пороховщиков принял, в качестве архитектора и вкладчика средств, участие в строительстве Храма Христа Спасителя. В 1890—1895 годах был издателем и редактором газеты «Русская Жизнь». В РГИА хранятся его письма к Начальнику академии генерального Штаба, министру Народного просвещения, помощнику командующего войсками Московского военного округа В. Г. Глазову.
В Санкт-Петербурге находилась типография А. А. Пороховщикова, где, в частности, печатались Аксаков (Теория государства у славянофилов), «Вестник всемирной истории» С. С. Сухотина и др.
Газета «Русскій листокъ» 22 (09) января 1905 года писала:

Вечно юный, неугасимо-пылкий и неистощимо-фантастичный А. А. Пороховщиков выступил с новым грандиозным проектом, имеющим задачей перекроить Москву заново, расширить её «дистанцию» на 100 кв. верст и дать населению все блага культуры. А. А. Пороховщиков был когда-то самым популярным человеком в России: ему принадлежит идея Добровольного флота, он «учредил» наш «Славянский Базар» — эту вторую биржу Москвы, в недавнее время его же инициативе обязана постройка новых торговых рядов — единственного в Европе по грандиозности храма торговли; он устроил первый в России цементный завод, 30 лет назад подал мысль о постройке московской окружной дороги, и ещё не далее как год тому назад обжёгся на устройстве своего пресловутого огнестойкого посёлка.
Новый проект А. А. Пороховщикова не менее грандиозен и, пожалуй, более осуществим, но разве лишь через 100 лет.
Как бывший когда-то председатель думской комиссии о пользах и нуждах общественных, г. Пороховщиков решил на этот раз посвятить свои думы и фантазии бедному населению Москвы, замыслив удешевить его жизнь самым простым способом: застройкой новых местностей комфортабельными и дешёвыми жилищами.
— Я рисую себе будущую Москву величайшим и красивейшим городком мира, — говорил нашему сотруднику А. А. Пороховщиков. — Мой проект сводится к тому, чтобы заселить прежде всего окраины Москвы. Вот — громадная местность Петровского парка, чудные, но пустынные Воробьевы горы, Сокольники, Бутырки. Представьте себе, что все эти места будут застроены 5-этажными корпусами, длиной от 50 до 100 саж. В подвальном этаже я располагаю все принадлежности для рынка: здесь помещаются погреба, ледники, кладовые. Из центрального пункта этого благоустроенного рынка я провожу в каждую квартиру дома и в другие дома того же района телефон. Телефон — это главный фактор моего проекта. При посредстве телефона я достигну небывалых удобств и удешевления жизни…

Строительство экспериментального поселка было начато в селе Спасское-Котово, в 20 верстах от Москвы.
Пороховщиков примыкал к консервативно-славянофильскому лагерю, выдвигался кандидатом на пост московского городского головы (в 1881 и 1885 годах); входил в политически умеренно-консервативный аристократический кружок «Братия Патриаршей палаты», среди участников которого были графы С. Д. Шереметев и А. А. Бобринский, В. А. Грингмут, П. Д. Святополк-Мирский и др.

## Адреса в Москве
- Был владельцем домов на Мясницкой, Тверской (№ 26, 28), на Арбате (№ 25).

Дом Пороховщикова
Пороховщиков был одержим идеей создания «русского стиля» в архитектуре и в 1871—1872 годах для Пороховщикова был построен дом-изба — бревенчатый, с резными наличниками, светёлкой наверху, с деревянными воротами — Староконюшенный переулок, д. 36 (архитектор А. Л. Гун), который является памятником истории и культуры регионального значения. Проект дома в 1873 году получил премию на Всемирной выставке в Вене. Здание, построенное на древнем фундаменте из дерева, удачно синтезировало приёмы национальной архитектурной традиции.

## Семья
Первая супруга — Варвара Александровна (урождённая Приклонская; 1829—1862), дочь губернатора Костромской губернии А. Г. Приклонского. Их дочь, Ольга Александровна (1857—1922), в 1876 году вышла замуж за Владимира Андреевича Симанского (1853—1929). Старший сын Симанских, Сергей (1877—1970) — в монашестве Алексий, Патриарх Московский и всея Руси; А. А. Пороховщиков был восприемником при крещении внука. В этом браке у Пороховщикова родились ещё: Анна (в 1878), Андрей (в 1882), Филарет (в 1885), Александр (в 1887).
Вторая супруга — Анна Николаевна Немчинова (Немченинова?); она и их сын Александр рано скончались.
Третья супруга — Эмилия Карловна (урождённая Отто). Их сын, Александр (1892—1941), имел дочерей:
- Людмила, замужем за Алексеем Александровичем Кузьминым-Тарасовым (род. 1920) (сын Аллы Тарасовой и Александра Петровича Кузьмина (1891—1974))
- Галина (22.02.1921—12.09.1997), замужем за М. Н. Дудиным (1910—2003).